# Jean Valjean
Jean Valjean (wym. [ʒɑ̃ valʒɑ̃]]), w polskim tłumaczeniu Jan Valjean – jeden z głównych bohaterów powieści Wiktora Hugo Nędznicy. Występuje również pod fałszywymi nazwiskami (Madeleine, Ultime Fauchelevent, Leblanc, Urbain Fabre) oraz numerami galernika 24601 i 9430.

## Biografia bohatera
Jean Valjean urodził się w ubogiej rodzinie w Faverolles w 1769. Wcześnie osierocony, został wychowany przez siostrę. Po śmierci jej męża pomagał jej w wychowaniu siedmiorga dzieci, imając się różnych niskopłatnych zajęć (był niepiśmienny). W 1795, w czasie szczególnie mroźnej zimy, podjął nieudaną próbę kradzieży chleba dla swojej głodującej rodziny. Schwytany na gorącym uczynku, został za kradzież z włamaniem skazany na pięć lat galer w Tulonie, gdzie otrzymał numer więzienny 24601. Na zawsze stracił kontakt ze swoją siostrą.
Valjean podejmował kilkakrotną próbę ucieczki, w 1800, 1802, 1806 i 1809. Każda nieudana próba powodowała wydłużanie kary; w konsekwencji spędził w więzieniu 19 lat. W tym czasie nauczył się czytać w więziennej szkole. W 1815 został wypuszczony na wolność z zarobkiem 109 franków, żółtym paszportem byłego skazańca. Rozgoryczony, pragnął zemścić się na całym społeczeństwie. Fakt posiadania żółtego paszportu sprawiał, że był wyganiany z każdej gospody, w której chciał się zatrzymać na posiłek i nocleg. Najmując się do dorywczych prac, otrzymywał niższą wypłatę.
Dopiero w miasteczku Digne spotkało go lepsze przyjęcie, gdy, idąc za radą starej kobiety Valjean, udał się do biskupa tego miasta, Myriela zwanego Bienvenu. Biskup zjadł z nim kolację i zaproponował nocleg; Valjean, zdumiony takim postępowaniem, ukradł mu srebrną zastawę stołową i uciekł. Został jednak zatrzymany przez policję i zawrócony do domu biskupa, który nie tylko zapewnił, iż sam obdarował przypadkowo spotkanego Valjeana, ale dodatkowo wręczył mu dwa srebrne świeczniki. Oznajmił, iż mają być one ceną za wykupienie duszy byłego galernika. Wychodząc z Digne, Valjean popełnił kolejne przestępstwo, ukradł 40 sous przypadkowo napotkanemu kominiarczykowi. Dopiero po tym wydarzeniu zaczął zastanawiać się nad swoim życiem i postanowił zostać uczciwym człowiekiem. W oczach prawa był już jednak recydywistą, ściganym z urzędu i automatycznie podlegającym karze śmierci lub dożywotnich ciężkich robót.
W tym samym roku Valjean pod fałszywym nazwiskiem Madeleine dotarł do Montreuil-sur-Mer, gdzie uratował dwoje dzieci z pożaru i w związku z tym zyskał szacunek tak wielki, że nikt nie sprawdzał jego pochodzenia czy nawet prawdziwości dokumentów. Założył fabrykę, a wzbogaciwszy się na własnej pracy i przedsiębiorczości, zaczął aktywnie wspierać dobroczynność, finansować szkoły i pomagać wszystkim potrzebującym. Odmawiał przyjmowania odznaczeń państwowych i żył niezwykle skromnie. Został wybrany merem miasta w 1821.
W całym mieście tylko jeden człowiek miał pewne zastrzeżenie co do mera: inspektor policji Javert, ongiś zatrudniony w więzieniach tulońskich, dostrzegł podobieństwo między „panem Madeleine” a galernikiem Valjeanem. Co do słuszności tych podejrzeń przekonał go wypadek woźnicy Faucheleventa, kiedy Madeleine zdołał, ratując tego ostatniego, podnieść na własnych barkach wóz konny. Javert pamiętał tylko jednego tak silnego człowieka – właśnie więźnia nr 24601. Zdenerwowany na postępowanie mera, który obronił przed uwięzieniem prostytutkę Fantynę z litości dla jej kilkuletniej córeczki Kozety, Javert złożył doniesienie, które jednak uznane zostało za fałszywe, ze względu na schwytanie w Arras człowieka uznanego bezsprzecznie za Jeana Valjeana. Inspektor policji powiadomił o tym mera, prosząc o dymisję, Madeleine odmówił jednak. Valjean, widząc, że osoba niewinna ma zostać skazana za popełnione przez niego przestępstwa, postanowił – mimo ogromnych wątpliwości, związanych głównie z osobą Fantyny, którą się opiekował – udać się do sądu w Arras i wyznać prawdę. Zszokowana publiczność i sąd uwierzyli mu dopiero wtedy, gdy Valjean ujawnił szereg szczegółów związanych z osobami świadków – byłych galerników Breveta, Cochepaille’a i Chenildieu. W ogólnym zdumieniu Valjeanowi udało się uciec. Został jednak zatrzymany w Montreuil przy łóżku Fantyny, która, przejęta, natychmiast zmarła. Javert odmówił wypuszczenia go na trzy dni, by mógł zająć się nadal przebywającą u Thenardierów Kozetą, córką Fantyny. Valjean uciekł z więzienia w Montreuil, jednak został schwytany ponownie, zdołał jedynie ukryć swoje oszczędności. Został skazany na dożywocie w Tulonie pod numerem 9430.
Dwa miesiące później, w 1823, Valjean ratuje życie marynarza z zawijającego do Tulonu statku „Orion”, po czym wpada do morza, symulując utonięcie. Następnie udaje się do Montfermeil pod Paryżem, gdzie w karczmie Thenardiera przebywa kilkuletnia Kozeta. Valjean płaci Thenardierom w zamian za oddanie mu dziewczynki i odchodzi z nią do stolicy Francji, podając się za jej dziadka. Przez kilka miesięcy spokojnie żyją w odludnej dzielnicy Paryża, do momentu, gdy przypadkowo o tym, że Valjean żyje, dowiaduje się Javert. Na nowo podejmuje on pościg, w wyniku którego Valjean ukrywa się w klasztorze Petit Picpus pod nazwiskiem Ultyma Faucheleventa, podejmując pracę jako ogrodnik i umieszczając Kozetę w szkole przyklasztornej. Klasztor opuścili w 1829. Z oszczędności zakopanych w lesie Valjean kupił kilka mieszkań i zamieszkał z Kozetą w domu przy ulicy Plumet. W 1830, w czasie przechadzek po Ogrodzie Luksemburskim Kozeta poznaje studenta Mariusza, z którym następnie zaczyna w tajemnicy się spotykać. W 1831, w dramatycznych okolicznościach, Valjean zostaje napadnięty przez Thenardiera, po czym cudem ucieka nadal tropiącemu go Javertowi. Postanawia uciec do Anglii, by na zawsze uwolnić się od pościgu. Przed wyjazdem przypadkowo dowiaduje się jednak, że Kozeta jest zakochana w człowieku, który 5 czerwca udał się na barykadę na ulicy Konopnej. Mimo mieszanych uczuć, Valjean udaje się na barykadę i narażając własne życie ratuje Mariusza, wynosząc go z barykady przez kanały ściekowe. Wcześniej, w czasie walk, Valjean spotyka Javerta, który na polecenie szefostwa policji miał obserwować poczynania powstańców. Gdy inspektor zostaje zdemaskowany jako szpieg, Valjean zgłasza się na ochotnika, by dokonać jego egzekucji. Zamiast zastrzelić policjanta, pozwala mu odejść z pola bitwy.
Idąc przez kanały, Valjean spotyka Thenardiera, ukrywającego się w kanałach przed policyjnym pościgiem. Thenardier umożliwia mu wyjście z kanałów, ale odcina kawałek płaszcza Mariusza, którego bierze za ofiarę morderstwa dokonanego przez Valjeana. Po wyjściu z kanału Valjean zostaje zatrzymany przez Javerta. Tym razem inspektor zgadza się, by Valjean zawiózł ciężko rannego Mariusza do domu jego dziadka, a także pożegnał się z Kozetą. Javert opuszcza dom Valjeana, nie zatrzymując go, po czym popełnia samobójstwo.
Valjean doprowadza do ślubu Mariusza i Kozety, po czym wyznaje Mariuszowi swoją prawdziwą historię. Mariusz, przerażony tym, co usłyszał, dochodzi do wniosku, że powinien izolować Kozetę od jej opiekuna. Mimo początkowej zgody na regularne spotkania Valjeana z przybraną córką, utrudnia te spotkania do momentu, gdy Valjean przestaje przychodzić do Kozety. Nie widząc od tej pory sensu życia, Valjean choruje i traci siły. Wreszcie umiera. Przed śmiercią przychodzą do niego Mariusz i Kozeta; Mariusz dowiedział się bowiem od Thenardiera, że to Valjean uratował go z barykady, a także nie zabił na barykadzie Javerta.

## Inspiracje
Wiktor Hugo stworzył postać Valjeana, inspirując się szeregiem wypadków, które zaobserwował w trakcie pracy nad powieścią:
- Kradzież chleba – ubogi wieśniak Pierre Maurin został w 1801 skazany na pięć lat więzienia za kradzież chleba. Ponadto w latach 40. XIX Wiktor Hugo był świadkiem podobnej sytuacji, gdy w środku zimy człowiek ubrany w łachmany, bez butów, był odprowadzany do więzienia za kradzież chleba.

- Uratowanie marynarza – Wiktor Hugo był świadkiem niemal analogicznej sytuacji jak ta opisana w powieści. Jedyną różnicą był fakt, iż galernik nie zbiegł po uratowaniu marynarza.

- Eugène-François Vidocq – galernik, który został następnie inspektorem policji; podobnie jak Valjean był obdarzony niezwykłą siłą, a także po uwolnieniu z więzienia kilkakrotnie próbował układać sobie życie, ale za każdym razem miał kłopoty z powodu swojej przeszłości. Również incydent z uratowaniem Faucheleventa był zainspirowany podobnym czynem Vidocqa.

- Aresztowanie Fantyny – Wiktor Hugo był świadkiem zatrzymania prostytutki, która zaatakowała naśmiewającego się z niej elegancko ubranego mieszczanina. Wówczas to pisarz wystąpił w obronie kobiety i uzyskał jej uwolnienie.

- Zachowanie Valjeana na barykadzie – Valjean, który na barykadzie jedynie pomagał rannym, zachowywał się podobnie jak sam pisarz, który w 1851, walcząc na barykadach przeciwko zamachowi stanu Ludwika Bonapartego odmówił strzelania.

## Kino i teatr
Wśród odtwórców roli Jeana Valjeana w filmowych adaptacjach Nędzników byli m.in.:
- Harry Baur
- Gino Cervi
- Michael Rennie
- Jean Gabin
- Richard Jordan
- Lino Ventura
- Jean-Paul Belmondo
- Liam Neeson
- Gérard Depardieu
- Hugh Jackman

W musicalowej wersji powieści (z 1985 roku) (Les Misérables) kanonicznym odtwórcą roli Valjeana jest Colm Wilkinson, który został pierwszym wykonawcą tej roli – zarówno na West Endzie (1985), jak i na Broadwayu (1986). Polskimi odtwórcami tej roli byli m.in.:
- Jerzy Jeszke (1989) Gdynia
- Krzysztof Stasierowski (1989) Gdynia
- Janusz Kruciński (2010) Warszawa[2]
- Damian Aleksander (2010) Warszawa[2]
- Jakub Wocial (2017) Łódź
- Marcin Jajkiewicz (2017) Łódź